# Cophoscincopus simulans
Cophoscincopus simulans är en ödleart som beskrevs av  Vaillant 1884. Cophoscincopus simulans ingår i släktet Cophoscincopus och familjen skinkar. Inga underarter finns listade i Catalogue of Life.